# Benedetto Bono
Benedetto Bono (Belgirate, 10 luglio 1765 – Milano, 24 novembre 1811) è stato un politico e avvocato italiano.

## Biografia
Dopo aver compiuto gli studi a Masnago, ad Ascona e a Milano, presso il Collegio Elvetico, Bono si trasferì a Torino, dove si laureò in Giurisprudenza.
Dal 1797 fu a Novara, dove si dedicò all'attività forense. L'anno seguente, con l'invasione francese del Piemonte, fu nominato reggente del Consiglio di giustizia e d'alta polizia e poi presidente della Corte civile e criminale per i due dipartimenti di Sesia e Agogna.
Dopo un breve soggiorno a Belgirate durante la controffensiva austro-russa, dal luglio 1800 fu commissario di governo nel dipartimento d'Agogna, fino al tumulto scoppiato il 31 maggio 1801, in seguito al quale fu destituito.
Nel 1802 divenne segretario generale del ministero delle Finanze e nel 1805 ricevette la carica di consigliere uditore al Consiglio di stato. Il 1º maggio 1806 fu insignito dell'Ordine della Corona di Ferro. L'anno seguente divenne direttore generale presso la nuova Direzione dell'amministrazione dei comuni.
Dal 1809 fu presidente del Consiglio legislativo.